# 森俊三
森 俊三（もり しゅんぞう、1937年6月27日 - ）は、日本の実業家。信越化学工業代表取締役社長、塩ビ工業・環境協会会長を務めた。

## 人物・経歴
新潟県出身。1956年新潟県立長岡高校卒業、1963年新潟大学工学部機械工学科卒業、信越化学工業入社。1985年信越エンジニアリング取締役。1988年同社常務取締役。1992年武生工場長。1992年取締役。1996年常務取締役電子材料事業本部長。1998年専務取締役電子材料事業本部長。2001年兼総務関係担当。2002年兼人事関係担当。2007年代表取締役専務。2009年代表取締役副社長。2010年に20年ぶりの社長交代で代表取締役社長に昇格したが、2016年健康上の理由で取締役相談役に退いた。塩ビ工業・環境協会会長も務めた。